# Bavory
Obec Bavory (německy Pardorf) se nachází v okrese Břeclav v Jihomoravském kraji. Obec leží na úpatí Pavlovských kopců v chráněné krajinné oblasti Pálava pod jihozápadním svahem Stolové hory. Žije zde 423 obyvatel.
Jedná se o vinařskou obec v Mikulovské vinařské podoblasti (Viniční tratě: Pod Pálavou, Růžová, Slunečná, Maliny, Anenský vrch, Pod Státní, U Rybníčka).

## Název
Původní název vesnice byl německý, doložené nejprve v podobě Pairdorf, později Pardorf. Výchozí tvar Baierdorf znamenal patrně "ves Bavorů (lidí z Bavorska)", méně pravděpodobný výklad je "Baierova ves" (podle osobního jména Baier ("Bavor")). České jméno bylo vytvořeno podle německé předlohy teprve ve druhé polovině 19. století, nejprve jako Bavorov, od roku 1893 pak Bavory.

## Historie
První písemná zmínka o obci pochází z roku 1322. V roce 1930 zde žilo 451 obyvatel, z toho většina (93,8 %) německé národnosti – tito byli po roce 1945 vesměs vysídleni. Od 1. července 1980 do 23. listopadu 1990 byla obec součástí města Mikulov a od 24. listopadu 1990 se stala samostatnou obcí.
Právo užívat znak a vlajku bylo obci uděleno rozhodnutím Poslanecké sněmovny Parlamentu České republiky dne 8. října 2001.

## Přírodní poměry
Správní území obce východně od silnice I/52 se nachází na území chráněné krajinné oblasti Pálava. Do severovýchodního cípu zasahuje část národní přírodní rezervace Tabulová a jihozápadně od vesnice se nachází přírodní památka Anenský vrch.

## Obyvatelstvo

### Struktura
V obci k počátku roku 2016 žilo celkem 408 obyvatel. Z nich bylo 204 mužů a 204 žen. Průměrný věk obyvatel obce dosahoval 40,6 let. Dle Sčítání lidu, domů a bytů provedeném v roce 2011, kdy v obci žilo 402 lidí. Nejvíce z nich bylo (20,4%) obyvatel ve věku od 30 do 39 let. Děti do 14 let věku tvořily 16,2% obyvatel a senioři nad 70 let úhrnem 5,2%. Z celkem 337 občanů obce starších 15 let mělo vzdělání 44,2% střední vč. vyučení (bez maturity). Počet vysokoškoláků dosahoval 7,7% a bez vzdělání bylo naopak 0,3% obyvatel. Z cenzu dále vyplývá, že ve městě žilo 218 ekonomicky aktivních občanů. Celkem 86,7% z nich se řadilo mezi zaměstnané, z nichž 65,1% patřilo mezi zaměstnance, 1,8% k zaměstnavatelům a zbytek pracoval na vlastní účet. Oproti tomu celých 43% občanů nebylo ekonomicky aktivní (to jsou například nepracující důchodci či žáci, studenti nebo učni) a zbytek svou ekonomickou aktivitu uvést nechtěl. Úhrnem 167 obyvatel obce (což je 41,5%), se hlásilo k české národnosti. Dále 80 obyvatel bylo Moravanů a 4 Slováků. Celých 135 obyvatel obce však svou národnost neuvedlo.
| Rok            | 1869 | 1880 | 1890 | 1900 | 1910 | 1921 | 1930 | 1950 | 1961 | 1970 | 1980 | 1991 | 2001 | 2011 | 2021 |
| -------------- | ---- | ---- | ---- | ---- | ---- | ---- | ---- | ---- | ---- | ---- | ---- | ---- | ---- | ---- | ---- |
| Počet obyvatel | 472  | 554  | 532  | 546  | 532  | 476  | 451  | 342  | 375  | 341  | 374  | 391  | 396  | 402  | 388  |
| Počet domů     | 109  | 115  | 117  | 118  | 128  | 125  | 132  | 96   | 83   | 80   | 95   | 120  | 127  | 139  | 145  |

## Pamětihodnosti
- Kostel svaté Kateřiny Alexandrijské
- Kaplička
- Boží muka
- Socha svatého Jana Nepomuckého

## Galerie

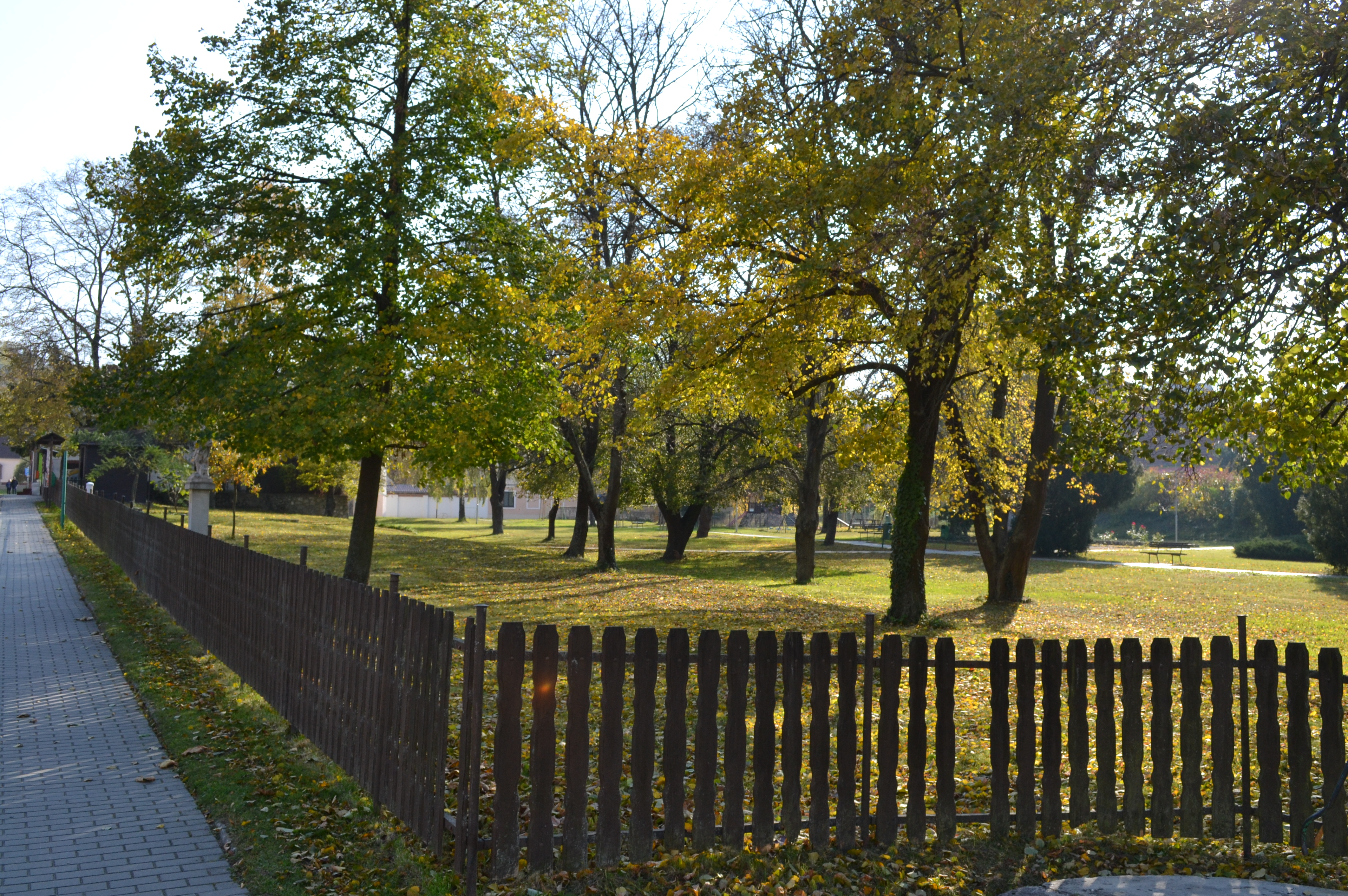
náves, severní část
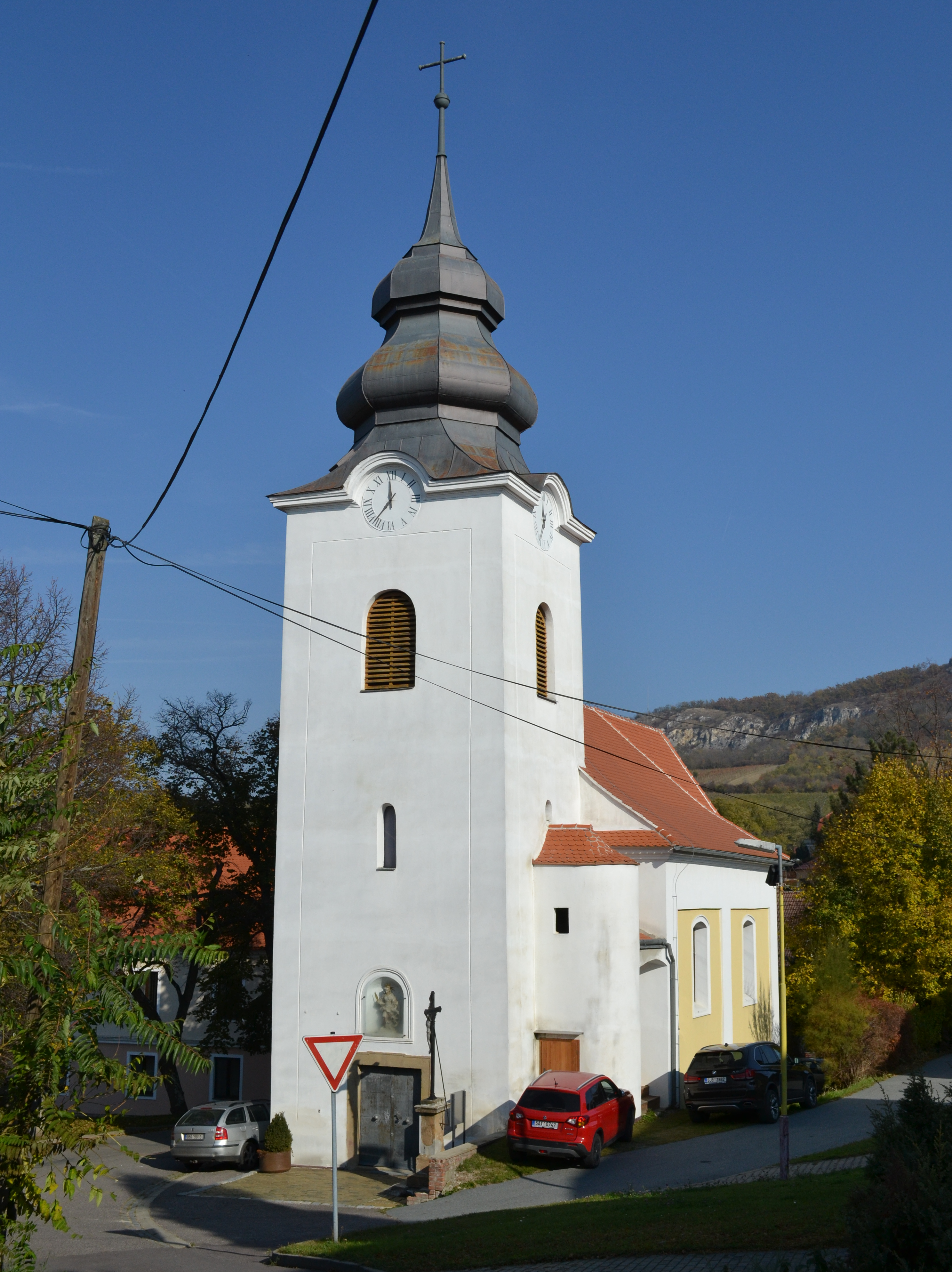
kostel svaté Kateřiny Alexandrijské
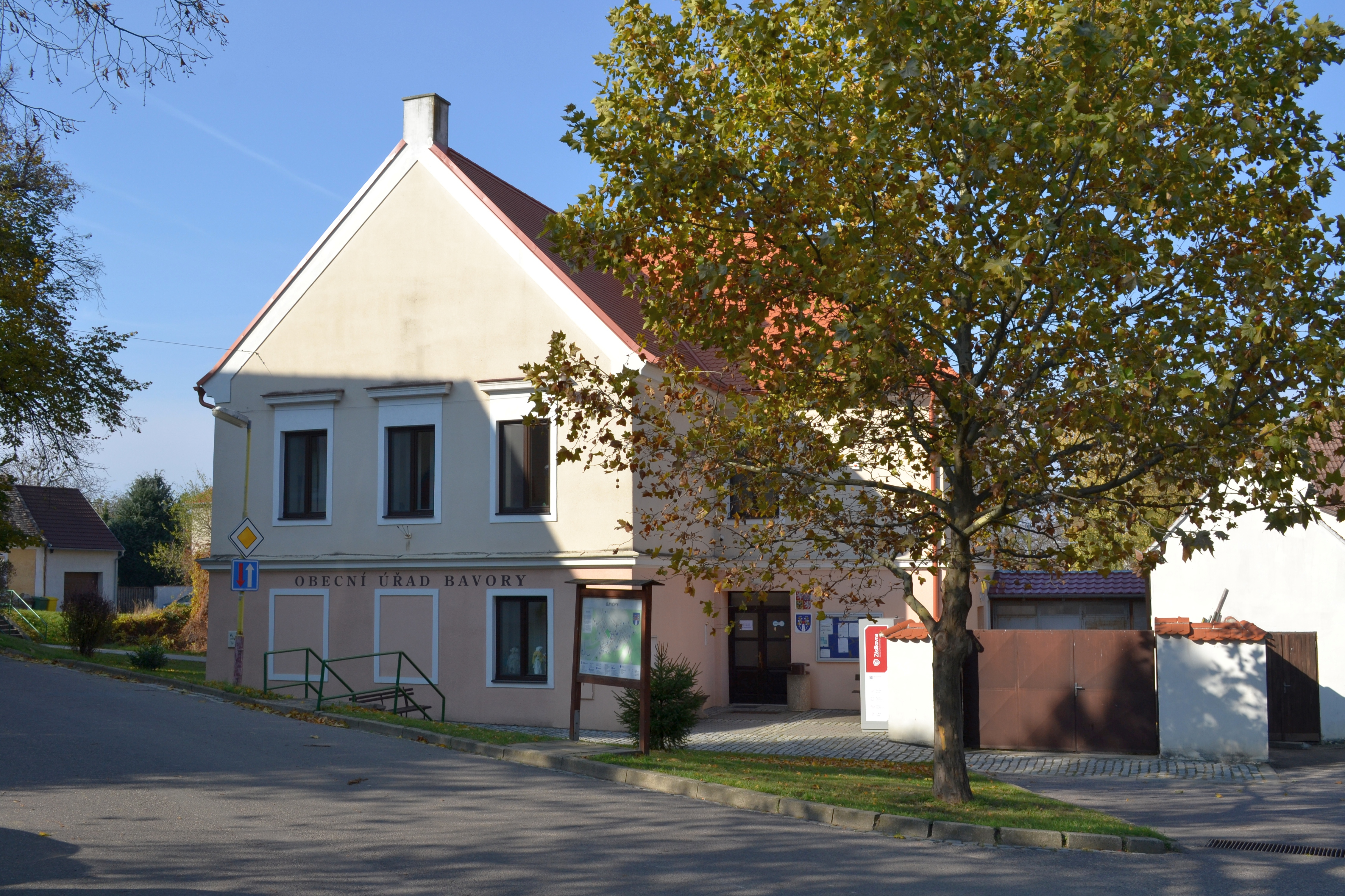
obecní úřad
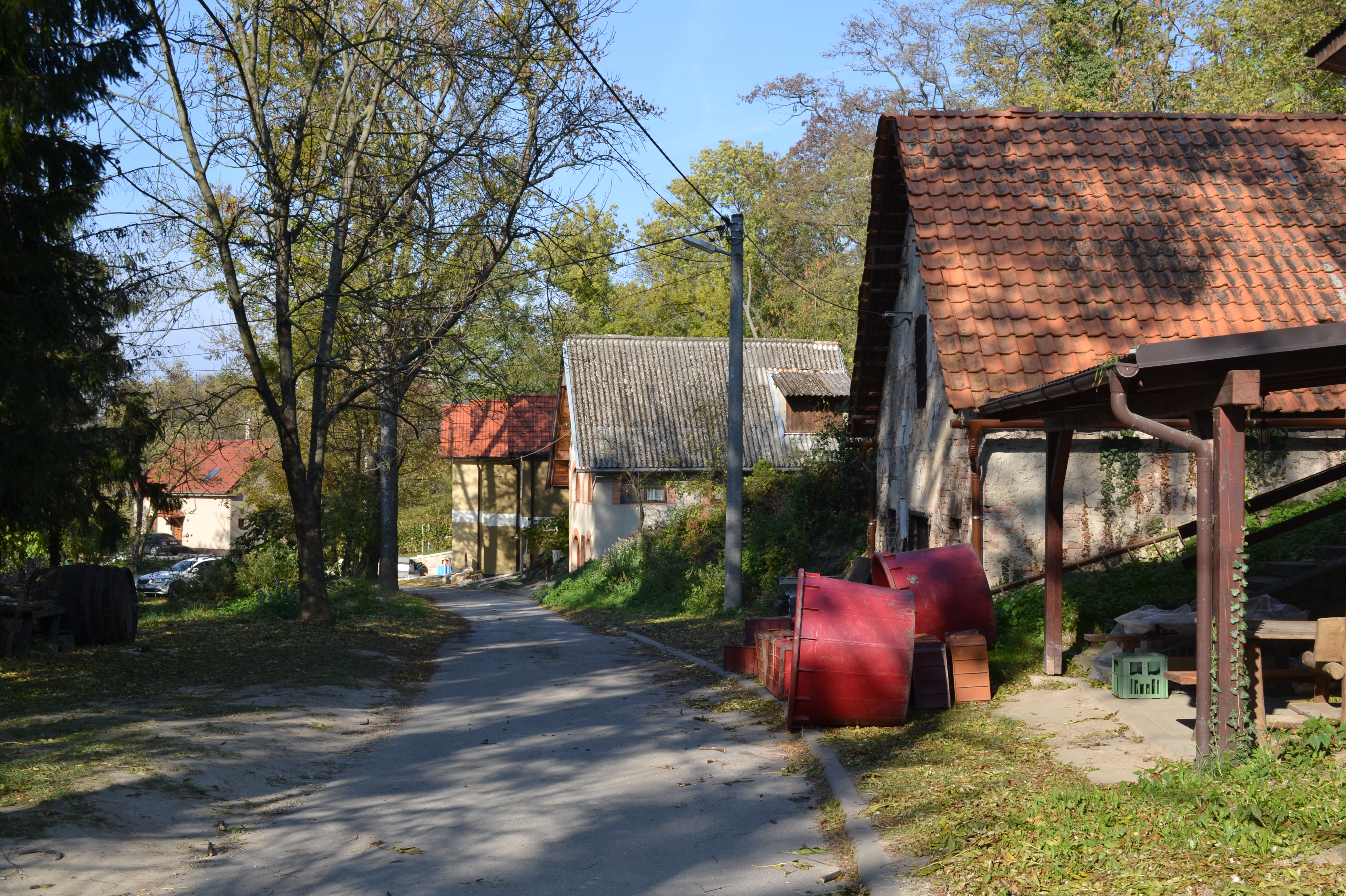
sklepní část Potůčky
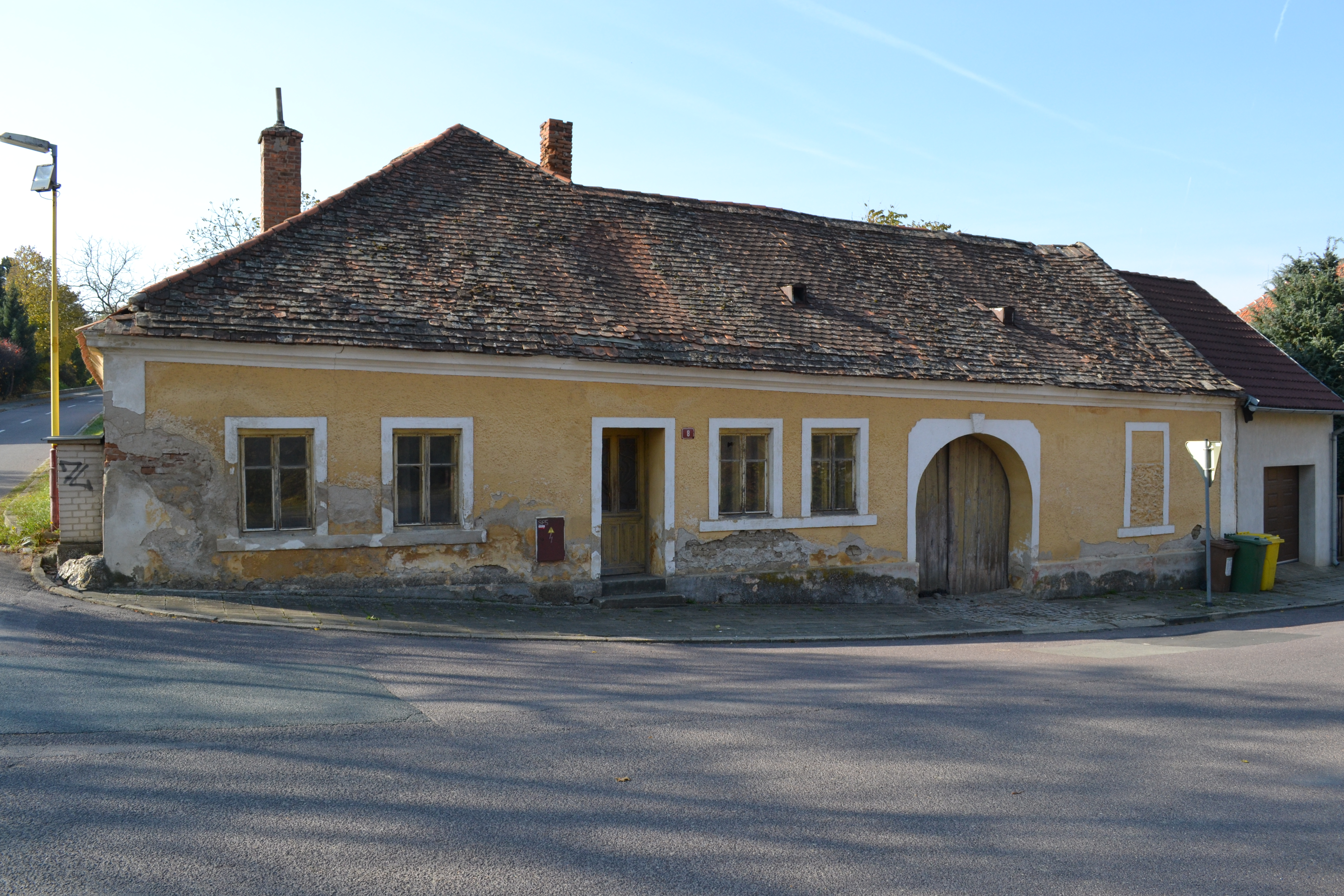
dům čp. 8
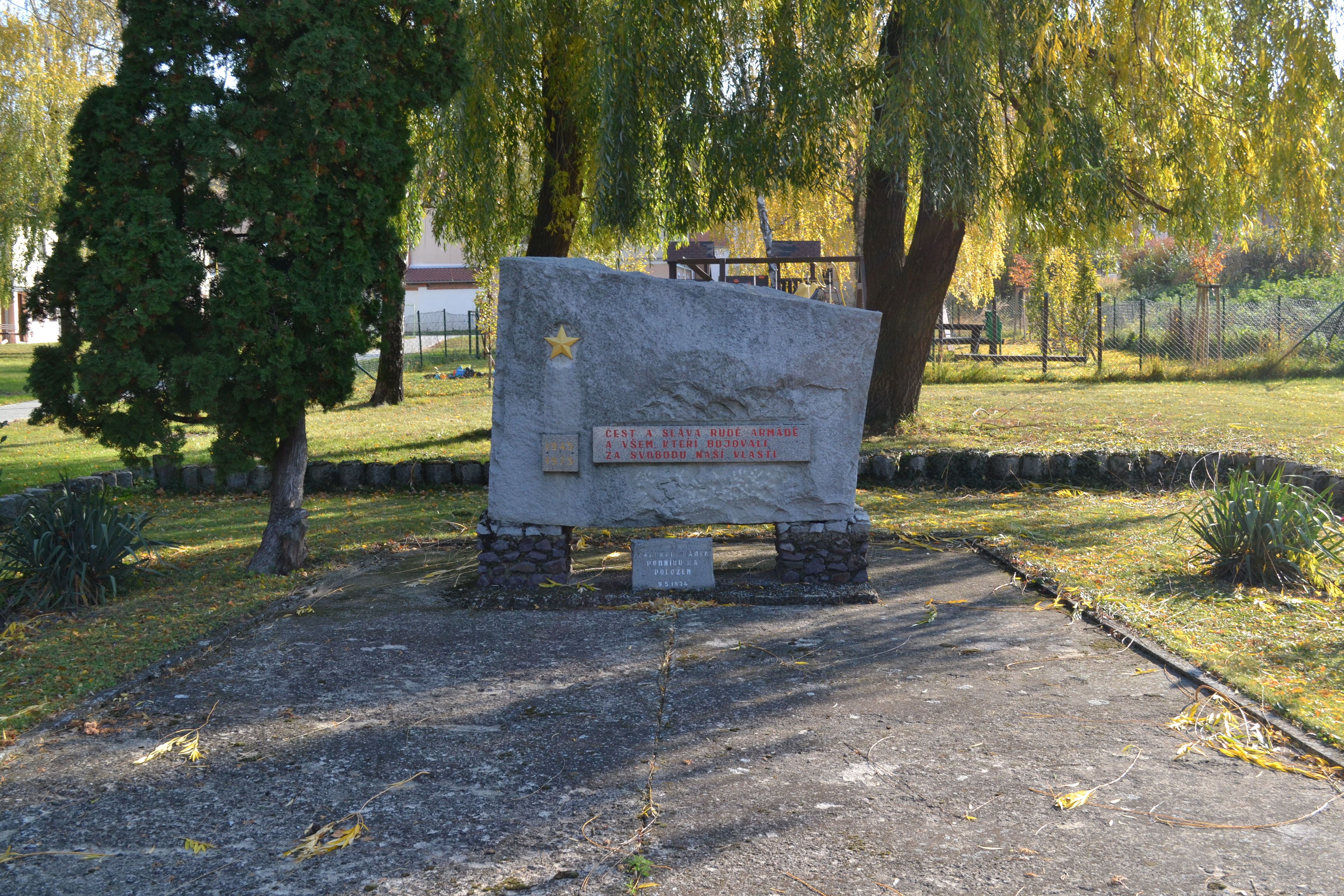
pomník Rudé armády
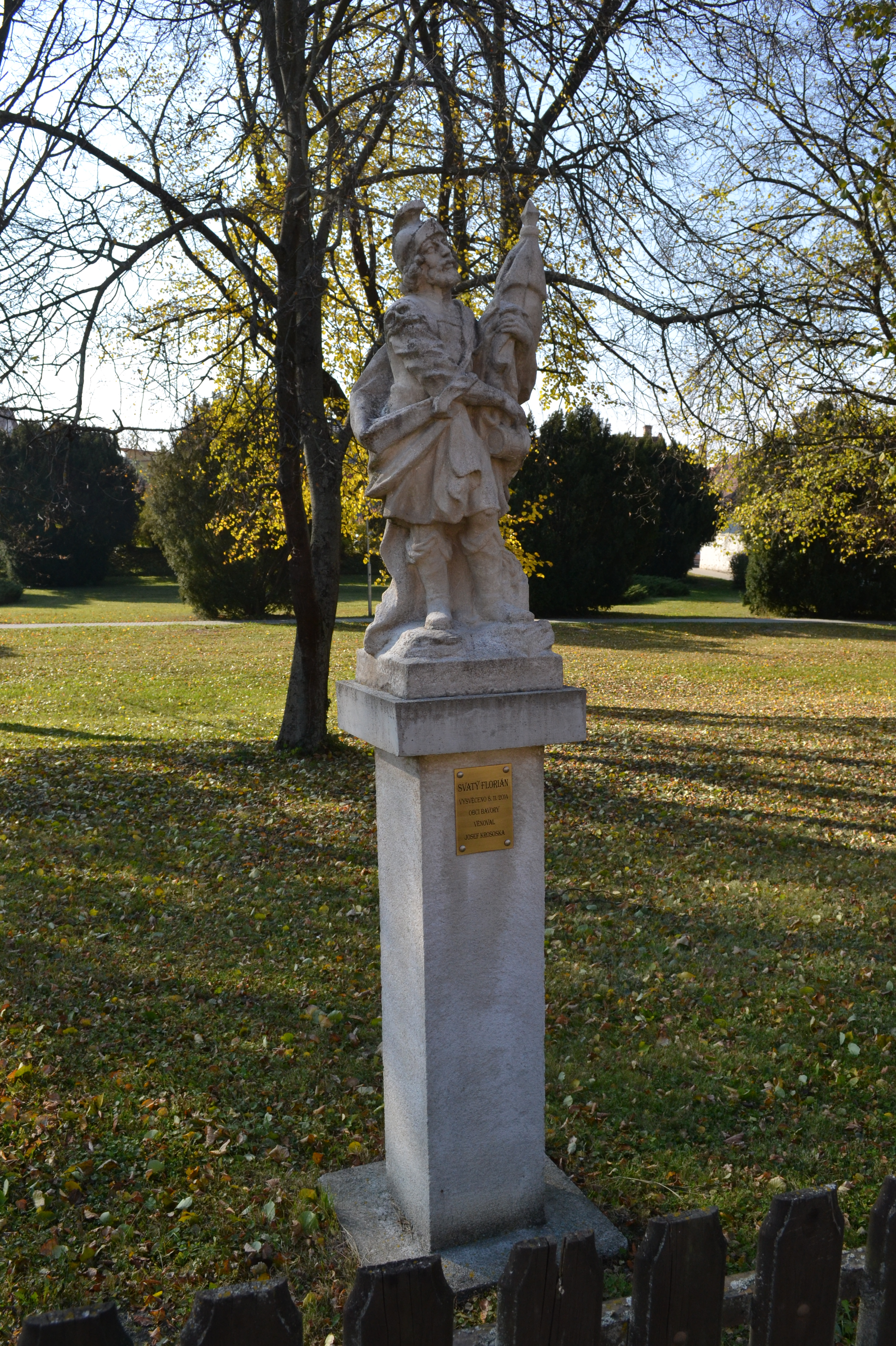
socha sv. Floriána na návsi
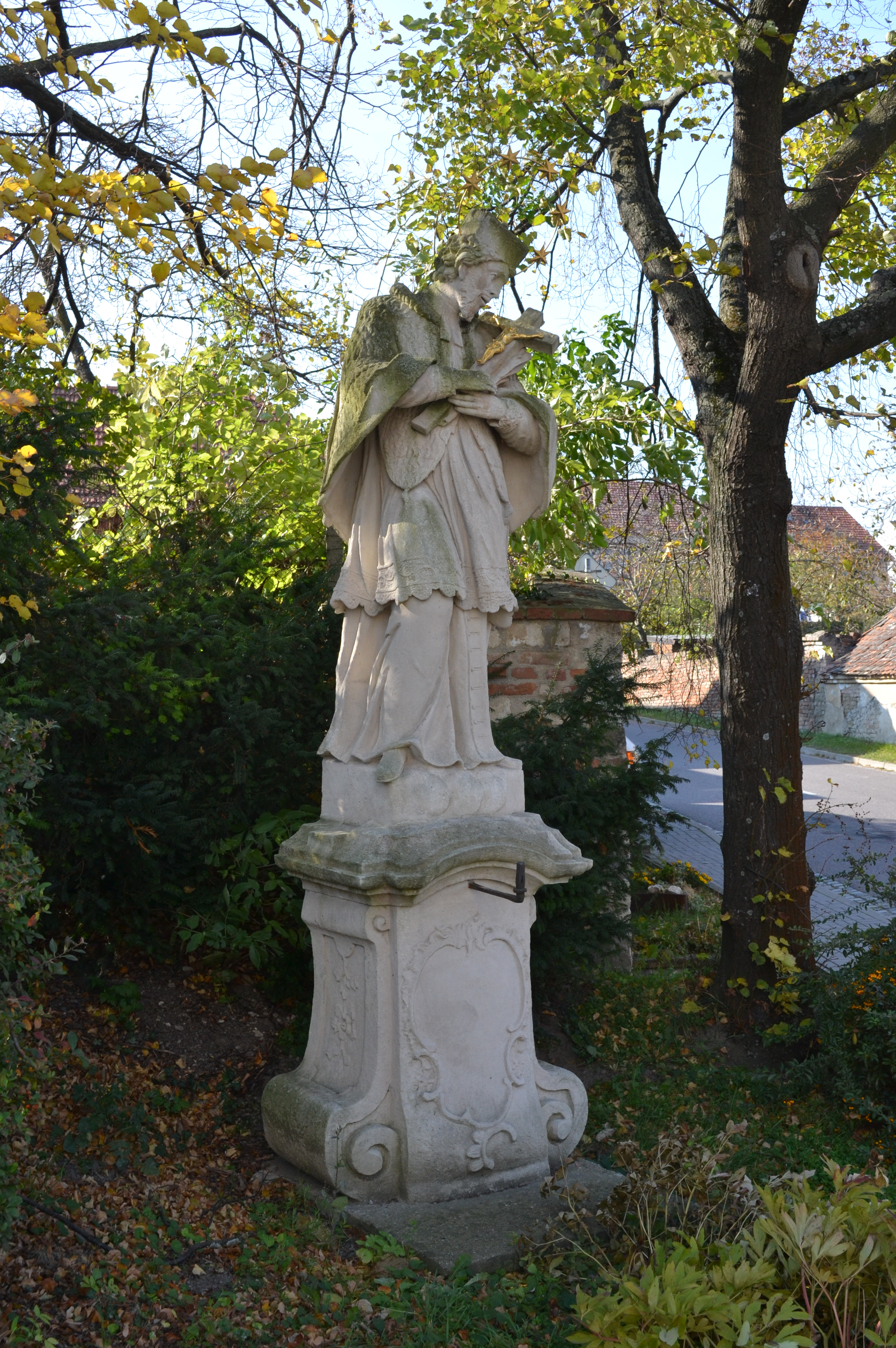
socha sv. Jana Nepomuckého